# Ratufa
Ratufa is een geslacht van zoogdieren uit de familie van de eekhoorns (Sciuridae). De wetenschappelijke naam van het geslacht werd in 1867 gepubliceerd door John Edward Gray.

## Soorten
Er worden 4 soorten in dit geslacht geplaatst:
- Ratufa affinis (Raffles, 1821)
- Ratufa bicolor (Sparrman, 1778) – Tweekleurige reuzeneekhoorn
- Ratufa indica (Erxleben, 1777) – Voor-Indische reuzeneekhoorn
- Ratufa macroura (Pennant, 1769)